# Бензонасос
Бензонасос або паливний насос — це компонент паливної системи живлення двигуна, який закачує пальне (бензин) з паливного бака в двигун.
В старих моделях автомобілів бензонасос відсутній, тому що паливо з бензобака подається в двигун через паливний шланг під дією гравітації.

## Типи бензонасосів
В сучасних автомобілях встановлюються два типи бензонасосів: механічні та електричні.

### Механічні бензонасоси
Механічні бензонасоси зазвичай застосовуються в автомобілях карбюраторного типу, при цьому паливо в карбюратор подається під низьких тиском, а електричні — в паливних системах інжекторного типу з подачею палива під тиском.
Механічні бензонасоси кріпляться зовні на двигун, розвивають тиск до 0.2 бара. Функція їх полягає в наповненні поплавкової камери до закриття голкового клапана.
Механічні бензонасоси працюють за принципом засмоктування палива з паливного бака в двигун. Відстань між карбюратором і насосом невелика, тому вони можуть працювати під низьким тиском.

### Електричні бензонасоси
За тиском умовно можна провести поділ на насоси: до Pmax ≤ 0.5 бар (в більшості на карбюраторних двигунах) ;
- насоси для одноточкового вприску палива M-Jetronic (т. зв. моноінжектор) Pробочий 0.8-1.2 бар, Pmax ≤ 3-5 бар;
- насоси для розподіленого електронного вприску палива L-Jetronic ([1]) Pробочий 2.5-4 бар, Pmax ≤ 6-9 бар;
- насоси для розподіленого механічного вприску палива K-Jetronic, KE-Jetronic Pробочий 5.5-6.5 бар, Pmax ≤ 12-14 бар.
- насоси для прямого безпосереднього вприску FSI, GDI, Pробочий 4-6.5 бар, Pmax ≤ 12-14 бар.

За внутрішньою будовою: роликові, шестерневі, вихрові, плунжерні. 
За розташуванням: внутрішньобакові, зовнішні.